# George Harrison (álbum)
George Harrison é um álbum de estúdio do cantor e compositor George Harrison, lançado em 1979. Entre os artistas convidados incluem Steve Winwood, Gary Wright e Eric Clapton.
O álbum foi precedido pelo pelo single "Blow Away", que alcançou # 51 nas paradas britânicas e # 16 nos EUA. Depois de seu lançamento, George Harrison recebeu críticas compassivas, atingindo # 39 no Reino Unido e # 14 nos Estados Unidos, onde recebeu disco de ouro.
Em 2004, George Harrison foi remasterizado e relançado separadamente e em conjunto com a caixa de The Dark Horse Years 1976-1992, com a demo "Here Comes the Moon", gravado no Havaí, como um tema extra.

## Faixas
Todas as músicas compostas por George Harrison,exceto onde anotadas
1. "Love Comes to Everyone" – 4:36
2. "Not Guilty" – 3:35
3. "Here Comes the Moon" – 4:48
4. "Soft-Hearted Hana" – 4:03
5. "Blow Away" – 4:00
6. "Faster" – 4:46
7. "Dark Sweet Lady" – 3:22
8. "Your Love Is Forever" – 3:45
9. "Soft Touch" – 3:59
10. "If You Believe" (Harrison/Gary Wright) – 2:55